# Рибальські
Рід Риба́льських — київський міщанський рід, відомий з початку XVIII століття. Представник роду — Георгій Рибальський у 1797–1813 був київським війтом.

## Історія
Перші Рибальські, вихідці з грецької громади Ніжина, оселилися на Подолі на початку XVIII ст. Вже під 1708 роком документи згадують ім'я Івана Миколайовича Рибальського, старости Успенської церкви, у парафії якої він мешкав. Іван Рибальський мав трьох синів — Стефана, Семена та Георгія (Юрія).
Семен Рибальський — міський лавник та бунчуковий товариш Київського полку — у 1780-х володів кількома дворами на Подолі — заїжджим, шинковим та житловим (ще один двір він у 1774 році продав шевському цеху).
Найвідоміший з Рибальських Георгій (1745—1813) — київський війт у 1797-1813 роках. Після смерті батька і братів він успадкував усі їхні земельні володіння, а крім того, мав хутір з винокурнею на Пріорці та ще дві садиби в Києві. Одна з них, з мурованим будинком, знаходилася на Подолі, поряд з Флорівським монастирем, а друга, також з мурованим будинком — на Печерську, на вулиці, яку пізніше на честь війта було названо Рибальською.
Помер 1813 року, похований на Щекавицькому кладовищі, біля стіни Всіхсвятської церкви Всіх Святих.